# Mesotaenia doris
Mesotaenia doris är en fjärilsart som beskrevs av Felder 1861. Mesotaenia doris ingår i släktet Mesotaenia, ordningen fjärilar, klassen egentliga insekter, fylumet leddjur och riket djur. Inga underarter finns listade i Catalogue of Life.